# Усть-Койсуг
Усть-Ко́йсуг — хутор в Азовском районе Ростовской области, входит в Обильненское сельское поселение.

## География
Хутор расположен на левом берегу реки Дон при впадении в неё реки Койсуг, в тридцати километрах от Ростова-на-Дону.

### Улицы
- пер. Проездной,
- пер. Центральный,
- ул. Береговая,
- ул. Луговая,
- ул. Степная,
- ул. Цветочная.

## История
В 1918 году Усть-Койсуг значился как «казачий населённый пункт Всевеликого войска Донского» и был приписан к казачьей станице Елизаветинской.
Усть-Койсуг — типичный казачий хутор, каких в Ростовской области сотни. Хутор в настоящее время газифицирован. Три сотни жителей, которые делятся на два слоя: зажиточные горожане, имеющие тут загородные дома, и пенсионеры, живущие тут с рождения.

## Население
| 1989 | 2002 | 2010 |
| ---- | ---- | ---- |
| 211  | ↘163 | ↘157 |

## Инфраструктура
Главной достопримечательностью Усть-Койсуга является Кулешовское рыбоводное хозяйство, о котором знают все ростовские рыбаки.
В Усть-Койсуге расположен отель «Олд Хаус». Имеется магазин, школы нет. В конце 2011 года открыт новый фельдшерско-акушерский пункт модульного типа.